# Lauri Sirp
Lauri Sirp (* 29. Oktober 1969) ist ein estnischer Dirigent.

## Leben und Musik
Lauri Sirp schloss 1993 die Estnische Musikakademie im Fach Chorleitung bei Kuno Areng und 2002 im Fach Orchesterleitung bei Jüri Alperten ab. Seit August 1993 ist Sirp als Dirigent am Theater- und Opernhaus „Vanemuine“ im südestnischen Tartu beschäftigt. Daneben arbeitet er eng mit dem Staatlichen Sinfonieorchester Estlands (Eesti Riiklik Sümfooniaorkester) und weiteren Orchestern in Estland und Finnland zusammen. Seit Frühjahr 2003 dirigiert Lauri Sirp auch Vorstellungen in der Nationaloper Estonia in der estnischen Hauptstadt Tallinn.